# Armorial des localités de Győr-Moson-Sopron
Cette page donne les armoiries (figures et blasonnements) des localités du comitat de Győr-Moson-Sopron.